# David Brailsford
Sir David John „Dave“ Brailsford, CBE, (* 29. Februar 1964 in Shardlow, Derbyshire) ist ein britischer Radsporttrainer und Manager.

## Frühe Jahre
Dave Brailsford wurde in England geboren, wuchs aber in Deiniolen bei Caernarfon in Wales auf, weshalb er auch Walisisch spricht. In seiner Jugend spielte er begeistert Fußball, musste den Sport aber aufgeben, weil er sich am Knie verletzt hatte. Daher wandte er sich dem Radsport zu. Eine Lehre zum Bauzeichner brach er ab, um mit dem Fahrrad nach Frankreich zu fahren. Obwohl er kein Wort Französisch sprach, nahm ihn ein semi-professionelles Team auf, für das er drei Jahre lang fuhr. Im Alter von 23 Jahren kehrte er nach Großbritannien zurück, um am Chester College of Higher Education Sportwissenschaft und Psychologie zu studieren. Anschließend machte er seinen Master of Business Administration an der Managementschule der University of Sheffield.

## Berufliche Laufbahn
Brailsford war zunächst ab 1996 beim britischen Radsportverband British Cycling als Berater angestellt, als die Unterstützung durch die National Lottery begann. Der Verband bezog seine Geschäftsstelle im Manchester Velodrome, und Brailsford wurde programme director und anschließend performance director (Sportdirektor). Unter seiner Führung erreichten zahlreiche britische Fahrer Erfolge, darunter Chris Hoy, Bradley Wiggins, Geraint Thomas, Jason Kenny, Victoria Pendleton, Mark Cavendish und Laura Trott. Er führte das britische Team erfolgreich bei den Olympischen Spielen 2004 in Athen, 2008 in Peking und 2012 in London. Unter seiner Leitung wurde das britische Bahnradsportteam das erfolgreichste in der Sportgeschichte.
2010 wurde Brailsford auch Manager des neuen britischen Profi-Teams Sky. Unter seiner Leitung gewann Bradley Wiggins die Tour de France 2012 und Chris Froome die Tour im Jahr darauf. Bei den Olympischen Spielen 2012 in London leitete er die Radsport-Mannschaften aller Disziplinen von Großbritannien und Nordirland, die schließlich den Medaillenspiegel anführten.
Im April 2014 trat David Brailsford von seinem Posten als Direktor bei British Cycling zurück, um sich auf seine Tätigkeit bei Sky zu konzentrieren.

## Ehrungen
2005 wurde Dave Brailsford als Member des Order of the British Empire ausgezeichnet und 2009 als Commander. 2012 wurde er wegen seiner Verdienste bei den Olympischen Spielen und den Sommer-Paralympics 2012 zum Ritter geschlagen.
Die britischen Erfolge bei den Olympischen Spielen 2008 in Peking mit 14 Medaillen, darunter 8 goldene, führten zu Brailsfords Auszeichnung mit dem BBC Sports Personality of the Year Coach Award im Dezember 2008; 2012 erhielt er diese Auszeichnung ein zweites Mal. Im November 2010 erhielt er die Ehrendoktorwürde der University of Chester, wo er studiert hatte. Im Oktober 2016 wurde er in die British Cycling Hall of Fame aufgenommen.